# Campegius Vitringa (jurist)
Campegius Lambertus Vitringa (Elburg, 22 maart 1786 - Nunspeet, 6 september 1864) was een Nederlandse burgemeester.

## Levensloop
Vitringa was een zoon van de voorzitter nationale vergadering Bataafse Republiek Herman Hendrik Vitringa en van Catharina Metta Lucretia van Hoeclum. Hij studeerde en promoveerde in 1809 te Harderwijk, waarna hij zich als advocaat te Arnhem vestigde. Daarna was hij griffier bij het kantongerecht te Aalten, later te Harderwijk. Op 8 mei 1813 trouwde hij te Harderwijk met Alida Scheede. Van 1814 tot 1817 was hij burgemeester van Nunspeet en vervolgens van 1818 tot 1851 van Ermelo (Nunspeet viel van 1818 tot 1972 onder Ermelo). Hij werd als burgemeester van Ermelo opgevolgd door zijn zoon Herman Hendrik. Van 1812 tot 1854 was hij tevens notaris te Nunspeet.
Vitringa was een persoon met een veelzijdige kennis, die in de wijsgerige afzondering van zijn woonplaats de belangrijkste vraagstukken van zijn tijd met onvermoeide ijver te lijf ging. Hij overleed op 78-jarige leeftijd op zijn buitengoed te Nunspeet.
C.L. Vitringa speelde zowel als burgemeester als privé een rol bij het bedwingen van de stuifzanden in Ermelo en Nunspeet door het aanplanten van dennen. Het tegenwoordige Willemsbos bij Nunspeet werd rond 1900 Vitringabos genoemd.